# 偽窄齒蝦屬
偽窄齒蝦屬（學名：Pseudoangustidontus）是放射齒目赫德虾科的一個屬，底下有兩個物種分別是雙排刺偽窄齒蝦（學名：Pseudoangustidontus duplospineus）和篩濾偽窄齒蝦（學名：Pseudoangustidontus izdigua），生存在奧陶紀的早期，在非洲摩洛哥的費祖瓦塔地層被發現。由於一開始發現的化石並不完整，所以當時猜測可能是窄齒蝦屬（Angustidontus）之類的物種，後來才被歸類為放射齒目的一種。

## 發現與命名
偽窄齒蝦屬的學名-Pseudoangustidontus的pseudo是希臘語的pseudes（虛偽的意思），而angustidontus是窄齒蝦屬的屬名，（意思是尖銳的牙齒），因為Van Roy和Tetlie覺得發現的化石與1936年發現的窄齒蝦屬有某些相似之處。雙排刺偽窄齒蝦的種小名duplospineus是由duplo是拉丁文的duplus（雙的意思）和spineus（很刺的意思）組成的，指的是附肢上有兩排刺。漏濾偽窄齒蝦的種小名izdigua是翻譯自柏柏爾語的izdigue，此物種已經被確認是以懸浮在水中的食物顆粒為食。
偽窄齒蝦屬的化石都是在摩洛哥中部小阿特拉斯的扎古拉附近，就是費祖瓦塔地層（Fezouata Formation），Potin、Gueriau和Daley,共發現112個標本，有一些化石標本是來自摩洛哥的化石收藏家，例如：Mohamed Ben Moula，與海神盔蝦屬一樣。

## 形態

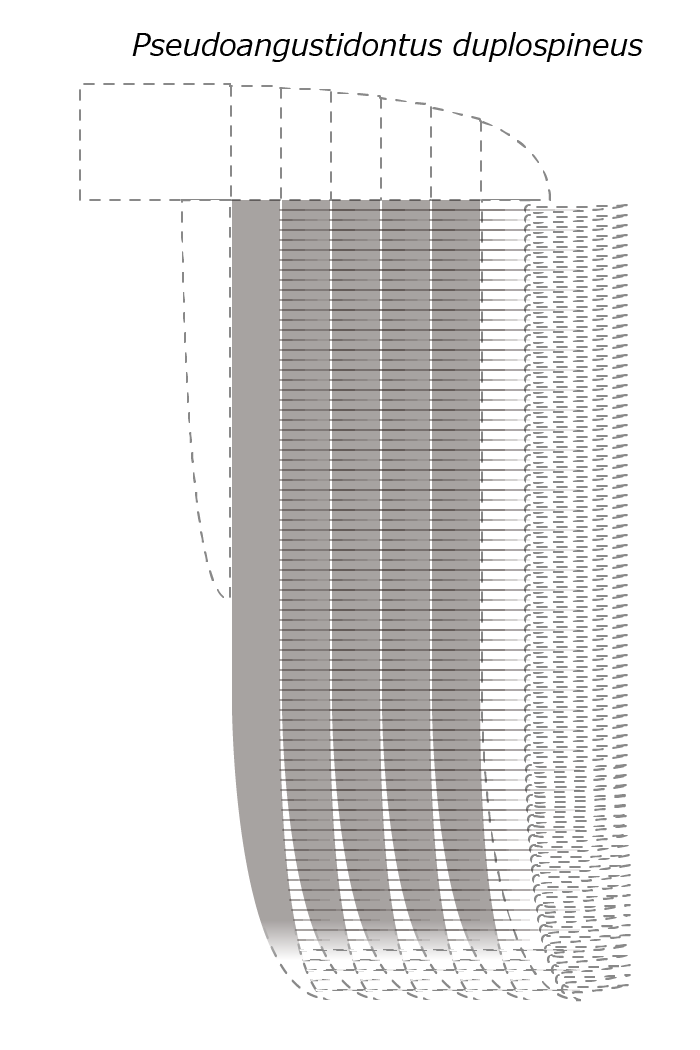
雙排刺偽窄齒蝦的附肢復原圖，虛線的部分是不清楚的部分。
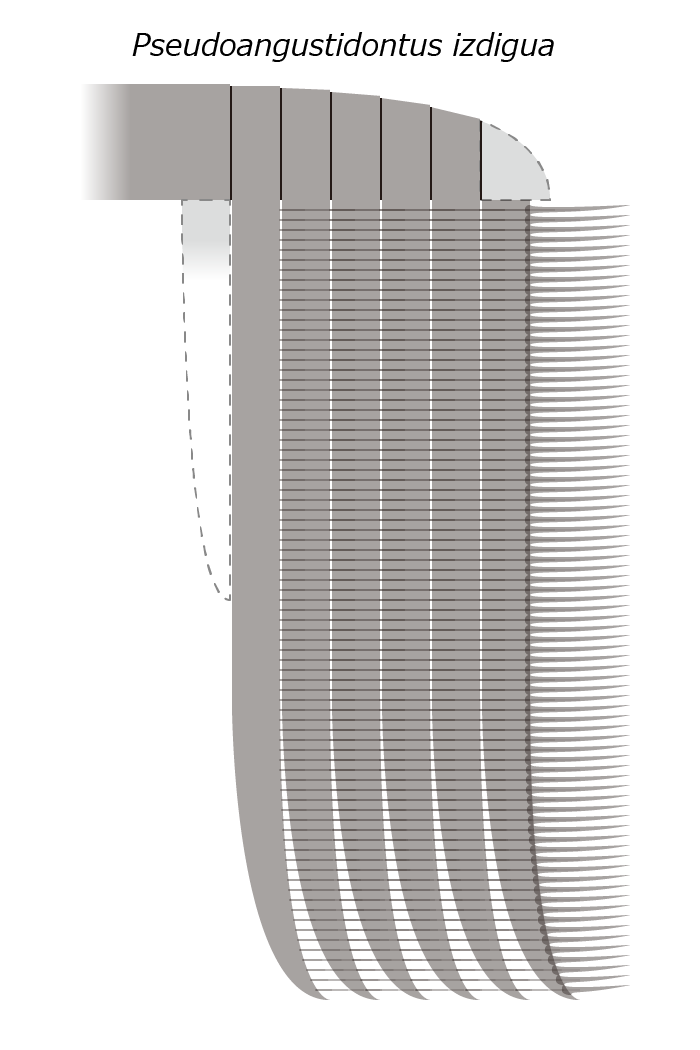
篩濾偽窄齒蝦的附肢復原圖，虛線的部分是不清楚的部分。
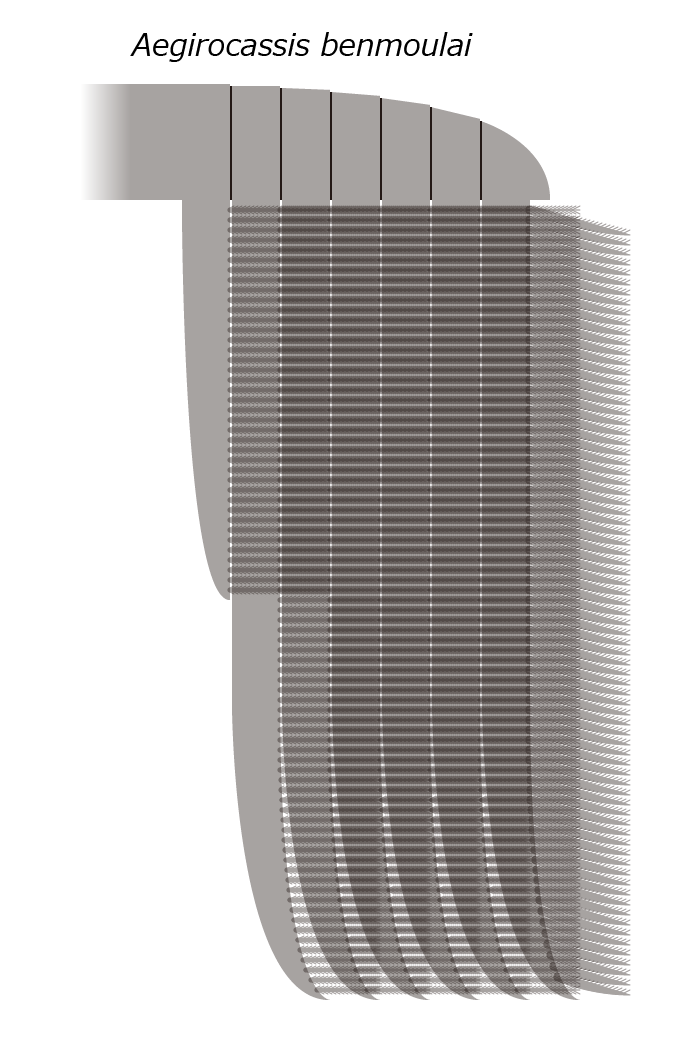
海神盔蝦屬的附肢復原圖，虛線的部分是不清楚的部分。

附肢上有五個位在中間的前附肢棘（附肢上的刺）上有好幾排的非常細的剛毛（setae），剛毛的長度與前附肢棘的厚度差不多，剛毛的上面沒有小刺。在第六個前附肢棘的剛毛有些微的彎曲和比較短。